# Gary O'Neil
Gary Paul O'Neil (sinh ngày 18 tháng 5 năm 1983) là một cựu cầu thủ bóng đá người Anh hiện đang làm việc ở câu lạc bộ Wolverhampton Wanderers với vai trò huấn luyện viên.
O'Neil đã từng thi đấu cho Portsmouth (nơi ông là cầu thủ xuất sắc nhất mùa năm 2006), Walsall, Cardiff City, Middlesbrough, West Ham United, Queens Park Rangers, Norwich City, Bristol City, và Bolton Wanderers.